# Бирцою, Джорджиана
Джорджиана Алина Бирцою (рум. Georgiana Alina Birțoiu; 22 июля 1989, Клуж-Напока) — румынская футболистка, нападающая. Выступала за сборную Румынии.

## Биография
Воспитанница клуба «Клужана», там же начинала взрослую карьеру. В сезоне 2010/11 выступала в чемпионате Кипра за клуб «АЕ Коккинихорион» и стала вторым бомбардиром турнира с 27 голами.
В начале 2011 года перешла в клуб «Россиянка» (Красноармейск). Дебютный матч в чемпионате России сыграла 19 апреля 2011 года против «Мордовочки» и в этой же игре забила свой первый гол. Всего в 2011 году сыграла 17 матчей и забила 9 голов в высшей лиге, а во время зимнего перерыва в сезоне 2011/12 покинула команду. По итогам сезона «Россиянка» стала чемпионом России.
В середине 2010-х годов выступала в Греции за «Амазонес Драмас». Чемпионка Греции 2014 года, серебряный призёр 2015 года, бронзовый призёр 2016 года. Принимала участие в матчах предварительного раунда женской Лиги чемпионов в 2014 году (3 матча, 1 гол).
Выступала за молодёжную и взрослую сборные Румынии. В составе национальной сборной в 2009—2012 годах сыграла 5 матчей в отборочных турнирах чемпионатов мира и Европы, во всех выходила на замены. Всего по данным УЕФА сыграла не менее 7 матчей за главную сборную.